# Championnat du Danemark de football 1927-1928
Navigation
Saison précédente Saison suivante
La saison 1927-1928 du Championnat du Danemark de football constitue la 15e édition d'une compétition de niveau national au Danemark.
Vingt clubs prennent part au championnat qui change complètement de formule cette saison : lors d'une première phase, les clubs sont répartis en 5 poules de 4 où chacun rencontre ses adversaires une fois. Les 5 vainqueurs de chaque groupe se retrouvent au sein d'une poule finale où ils s'affrontent une fois pour déterminer le champion national.

## Les 20 clubs participants
| - KB Copenhague - B 93 Copenhague - BK Frem Copenhague - Boldklubben 1903 - Akademisk Boldklub | - Fremad Amager - Viborg FF - Haslev IF - FC Fredericia - Skovshoved IF | - B 1909 Odense - AC Horsens - Holstebro BK - Korsor BK - Odense BK | - BK 01 Nykobing - Ronne BK - AGF Aarhus - B 1913 Odense - Frem Saxboking |

## Compétition

### Première phase

#### Groupe 1
| Rang | Équipe               | Pts | J | G | N | P | Bp | Bc | Diff |
| ---- | -------------------- | --- | - | - | - | - | -- | -- | ---- |
| 1    | Fremad Amager        | 4   | 3 | 2 | 0 | 1 | 9  | 6  | +3   |
| 2    | Horsens fS           | 4   | 3 | 2 | 0 | 1 | 12 | 7  | +5   |
| 3    | Kjøbenhavns Boldklub | 2   | 3 | 1 | 0 | 2 | 3  | 7  | -4   |
| 4    | Viborg FF            | 2   | 3 | 1 | 0 | 2 | 6  | 10 | -4   |

#### Groupe 2
| Rang | Équipe             | Pts | J | G | N | P | Bp | Bc | Diff |
| ---- | ------------------ | --- | - | - | - | - | -- | -- | ---- |
| 1    | Holstebro BK       | 5   | 3 | 2 | 1 | 0 | 10 | 8  | +2   |
| 2    | AGF Aarhus         | 4   | 3 | 1 | 2 | 0 | 5  | 3  | +2   |
| 3    | B 1913 Odense      | 2   | 3 | 0 | 2 | 1 | 8  | 9  | -1   |
| 4    | Akademisk Boldklub | 1   | 3 | 0 | 1 | 2 | 7  | 10 | -3   |

#### Groupe 3
| Rang | Équipe          | Pts | J | G | N | P | Bp | Bc | Diff |
| ---- | --------------- | --- | - | - | - | - | -- | -- | ---- |
| 1    | B 93 Copenhague | 5   | 3 | 2 | 1 | 0 | 12 | 3  | +9   |
| 2    | Korsør Boldklub | 3   | 3 | 1 | 1 | 1 | 10 | 10 | 0    |
| 3    | B 1909 Odense   | 3   | 3 | 1 | 1 | 1 | 6  | 10 | -4   |
| 4    | FC Fredericia   | 1   | 3 | 0 | 1 | 2 | 5  | 10 | -5   |

#### Groupe 4
| Rang | Équipe             | Pts | J | G | N | P | Bp | Bc | Diff |
| ---- | ------------------ | --- | - | - | - | - | -- | -- | ---- |
| 1    | BK Frem Copenhague | 5   | 3 | 2 | 1 | 0 | 15 | 2  | +13  |
| 2    | Odense BK          | 4   | 3 | 2 | 0 | 1 | 8  | 9  | -1   |
| 3    | Skovshoved IF      | 2   | 3 | 1 | 0 | 2 | 3  | 11 | -8   |
| 4    | Frem Saxkøbing     | 1   | 3 | 0 | 1 | 2 | 3  | 7  | -4   |

#### Groupe 5
| Rang | Équipe           | Pts | J | G | N | P | Bp | Bc | Diff |
| ---- | ---------------- | --- | - | - | - | - | -- | -- | ---- |
| 1    | Boldklubben 1903 | 5   | 3 | 2 | 1 | 0 | 19 | 3  | +16  |
| 2    | BK 01 Nykobing   | 5   | 3 | 2 | 1 | 0 | 18 | 7  | +11  |
| 3    | Haslev IF        | 2   | 3 | 1 | 0 | 2 | 10 | 13 | -3   |
| 4    | Rønne Boldklub   | 0   | 3 | 0 | 0 | 3 | 2  | 26 | -24  |

### Poule finale
Les 5 vainqueurs des poules se retrouvent au sein d'une poule 
| Rang | Équipe             | Pts | J | G | N | P | Bp | Bc | Diff |
| ---- | ------------------ | --- | - | - | - | - | -- | -- | ---- |
| 1    | B 93 Copenhague    | 6   | 4 | 3 | 0 | 1 | 20 | 6  | +14  |
| 1    | BK Frem Copenhague | 6   | 4 | 3 | 0 | 1 | 18 | 11 | +7   |
| 1    | Boldklubben 1903   | 6   | 4 | 3 | 0 | 1 | 15 | 7  | +8   |
| 4    | Fremad Amager      | 2   | 4 | 1 | 0 | 3 | 10 | 26 | -16  |
| 5    | Holstebro BK       | 0   | 4 | 0 | 0 | 4 | 10 | 23 | -13  |

- Les clubs de B 93 Copenhague, BK Frem Copenhague et Boldklubben 1903 terminent à égalité de points en tête du classement. La Fédération ne tient pas compte du goal-average pour départager les équipes et choisit de faire jouer un barrage entre les 3 ex æquo. Cependant, le B 93 Copenhague et le BK Frem Copenhague refusent de jouer des matchs supplémentaires et le Boldklubben 1903 refuse d'obtenir le titre sans jouer de matchs décisifs. Il n'y a donc pas de champion national cette saison.

## Bilan de la saison
| Tableau d'Honneur                   |           |
| Compétition                         | Vainqueur |
| Championnat du Danemark de football | Aucun     |